# ロマンチスト (曲)
「ロマンチスト」は、日本の ロックバンドであるザ・スターリンの楽曲。
1982年7月1日に 徳間ジャパンのクライマックスレコードから2枚目のシングルとしてリリースされた。インディーズレーベルにてリリースされた前作「電動こけし/肉」（1980年）よりおよそ2年振りにリリースされたシングルであり、作詞は遠藤みちろう、作曲および編曲はTHE STALINとなっている。
既にインディーズ活動において過激な歌詞やパフォーマンスで知られていたザ・スターリンのメジャー・デビューシングルとなり、またアルバム『STOP JAP』（1982年）との同時リリースとなった。

## 音楽性と歌詞
曲の内容は世のあらゆる「〜主義者」と呼ばれる人間を皮肉を込めて糾弾したものであり、音楽ライターの帆苅智之は「強いて説明を加えるならば、視野狭窄や排他的思考への嫌悪感といったところだろうか」と述べている。
曲中のサビ部分である「吐き気がするほどロマンチックだぜ」のフレーズが有名となり、過激なステージパフォーマンスと相まって「パンク」のイメージの一部を作り上げた。帆苅は本作の歌詞を「日本ロック史に遺る見事な歌詞である」と称賛し、当時のライブにおいて聴衆が本作をボーカルの遠藤ミチロウと共に歌唱していたことに対して、「THE STALINとは音楽とも文学とも演劇とも異なる、何か新しいジャンルだったような気さえしてくる。臓物を投げたり、全裸で動き回ったりすること同様──いや、それ以上に、楽曲そのものが十二分に刺激的であったのだ」と述べている。
2019年4月25日に遠藤が死去した際、グループ魂としても活動していた脚本家の宮藤官九郎は自身がパーソナリティを務めていたラジオ番組内で本作を放送した。宮藤はザ・スターリンの楽曲に影響を受けており、トリビュート・アルバム『ロマンチスト〜THE STALIN・遠藤ミチロウTribute Album〜』（2010年）においてグループ魂の一員として遠藤のソロ楽曲「お母さん、いい加減あなたの顔は忘れてしまいました」のカバーに参加している。

## リリース
1982年8月25日に徳間ジャパンのクライマックスレコードから7インチレコードにてリリースされた。1998年12月15日には徳間ジャパンのWAXからデジパック仕様の12センチCDにてリリースされ、初回プレス特典としてコレクターズナンバーが付属された。
B面曲はアメリカ合衆国のロックバンドであるドアーズの楽曲「ハートに火をつけて」（1967年）のカバー。遠藤によって和訳された独自の歌詞で歌われている。

## 別バージョン、ミュージック・ビデオ
インディーズ時代には「主義者（イスト）」というタイトルで演奏されており、アルバム『trash』（1981年）には同タイトルで収録されている。同アルバムに収録されたバージョンでは歌詞が一部異なっており、「吐き気がするほどロマンチックだぜ」の部分が一節のみ「吐き気がするほどストイックだぜ」になっている。また、当時としてはあまり一般的ではなかったミュージック・ビデオも制作されており、映像作家である石井聰亙が監督を務めている。

## カバー
- 大槻ケンヂ - 『ONLY YOU』（1995年）
- Gigantor - シングル『Stop Germ』（1994年）
- KENZI & THE TRIPS - 『青春BABY』（2001年）
- Nine Shocks Terror - 『Paying Ohmage』（2001年）
- ニューロティカ - 『Gong! Gong! Rock'n Roll Show!!』（2007年）[2][3]
- ムック - 『COVER PARADE』（2006年）
- ロリータ18号 - 『365:A TRIBUTE TO THE STALIN』（2001年）
- WAGDUG FUTURISTIC UNITY - 『ロマンチスト〜THE STALIN・遠藤ミチロウTribute Album〜』（2010年）[4]
- 中野テルヲ - 『Deep Architecture』（2013年）[5]

## シングル収録曲
| 全編曲: THE STALIN。 |                   |                                                                              |      |
| #                    | タイトル          | 作詞・作曲                                                                   | 時間 |
| 1.                   | 「ロマンチスト」  | 作詞: 遠藤みちろう／作曲: THE STALIN                                         | 2:09 |
| 2.                   | 「LIGHT MY FIRE」 | ジョン・デンスモア、レイ・マンザレク、ジム・モリソン／日本語詞：遠藤みちろう | 1:55 |
| 合計時間:            | 合計時間:         | 合計時間:                                                                    | 4:04 |

## 参加ミュージシャン
- 遠藤ミチロウ - ボーカル
- タム - ギター
- 杉山シンタロウ - ベース
- イヌイ・ジュン - ドラムス

## リリース履歴
| No. | 日付           | レーベル                             | 規格            | 規格品番 | 最高順位 | 備考           |
| --- | -------------- | ------------------------------------ | --------------- | -------- | -------- | -------------- |
| 1   | 1982年7月1日   | 徳間ジャパン／クライマックスレコード | 7インチレコード | CMA-2030 | -        |                |
| 2   | 1998年12月15日 | 徳間ジャパン／WAX                    | 12センチCD      | WAX-18   | -        | デジパック仕様 |

## 収録アルバム
「ロマンチスト」
- 『trash』（1981年） - 「主義者（イスト）」として収録。
- 『STOP JAP』（1982年）
- 『FOR NEVER』（1985年） - ライブ・バージョンを収録。
- 『Best sellection』（1986年）
- 『BESTESTS!』（1987年）
- 『THE STALIN BEST』（2003年）
- 『絶望大快楽 LIVE at 後楽園ホール'83』（2005年） - ライブ・バージョンを収録。
- 『飢餓々々帰郷』（2007年）
- 『STOP JAP NAKED』（2007年） - 歌詞修正前のお蔵入りバージョンを収録。

「LIGHT MY FIRE」
- 『STOP JAP』カセットテープ版（1982年）
- 『飢餓々々帰郷』（2007年）
- 『STOP JAP NAKED』（2007年）